# VII съезд Албанской партии труда
VII съезд Албанской партии труда (алб. Kongresi i 7-te i PPSH) проходил в столице Народной Социалистической Республики Албания Тиране с 1 по 7 ноября 1976 года.

## Решения съезда
Съезд одобрил основные установки относительно новой Конституции страны как Конституции этапа полного построения социалистического общества. Съезд принял меры по дальнейшей революционизации албанского общества, усилении роли партии.
Съезд принял директивы по шестому пятилетнему плану хозяйственного и культурного развития по принципу прочной опоры на свои собственные силы. Проведение данной программы представляло собой, по мнению съезда, важный шаг вперед на пути к превращению Албании в индустриально-аграрную страну, что приведет к дальнейшему усилению албанской социалистической экономики, как необходимому условию того, чтобы она уверенно справлялась с трудностями империалистической и социал-империалистической блокады.
На съезде избраны:
- Центральный Комитет Албанской партии труда: 77 членов, 38 кандидатов в члены ЦК АПТ.
- Политбюро ЦК Албанской партии труда — 12 членов: Энвер Ходжа (переизбран Первым Секретарем ЦК АПТ), Адиль Чарчани, Хаки Тоска, Хекуран Исаи, Хюсни Капо, Кадри Хазбиу, Мануш Мюфтиу, Мехмет Шеху, Пали Миска, Рамиз Алия, Рита Марко и Спиро Колека; 5 кандидатов в члены: Ленка Чуко, Ламби Гегприфти, Пильо Перистери, Чириако Михали и Симон Стефани[1].
- Секретариат ЦК АПТ — 6 членов: Энвер Ходжа, Хюсни Капо, Рамиз Алия, Хекуран Исаи, Прокоп Мурра и Симон Стефани[2].

На съезде присутствовали эмиссары различных марксистско-ленинских партий.

## Последствия съезда
Во внешнеполитическом разделе отчетного доклада Энвера Ходжа наряду с критикой советского, югославского и других видов ревизионизма подверглись осуждению «антимарксистские и контрреволюционные» взгляды неких ревизионистов, проповедовавших идеи о многообразии форм социализма. Их национальная (или государственная) принадлежность прямо не называлась, но жесткая критика т. н. «теории трех миров» безошибочно указывал на их китайское происхождение. Руководство КПК усмотрело в этом безосновательные нападки на Китай, КПК и лично Мао Цзэдуна и решительно их отвергло. Началась открытая и очень резкая полемика между АПТ и КПК, приведшая к концу 1970-х годов к полному разрыву албано-китайских отношений.